# Autoroute M19 (Hongrie)
Pour les articles homonymes, voir M19.
L'autoroute hongroise M19 est une autoroute qui relie la route principale 1 à l'autoroute hongroise M1 au niveau de Győrszentiván.